# Soška pot
Soška pot je ena izmed naravoslovnih učnih poti v Triglavskem narodnem parku (TNP) in vodi obiskovalce od izvira Soče po dolini Trente do meje parka pri Kršovcu, kjer se končna na eni od bovških pohodnih poti.
Je najstarejša pot v parku. Poteka po urejenih poteh izven cest, obide množico naravnih, kulturnih in zgodovinskih znamenitosti in je opremljena z informativnimi tablami poučne vsebine, kot smerokaz pa služijo informacijski stebrički TNP. Pot pogosto prečka reko Sočo preko zanimivih visečih brvi.
Pot je razdeljena na dve zaokroženi etapi. Prvi del poti od izvira do vasi Log v Trenti je bil urejen najprej, drugi del pa nekaj let kasneje. V celoti je dolga 20 km, vendar jo je smiselno prehoditi v dveh delih, saj se na posamezni etapi, zaradi ogledovanja, zamudimo precej dlje, kot pa bi se zaradi same hoje.

## Zanimivosti
Na štirih lokacijah stojijo informativne table, ki pohodnike seznanijo s potjo in Triglavskim narodnim parkom. Te lokacije so: Koča pri izviru Soče, Kugyjev spomenik, Informacijsko središče TNP v Logu in v vasi Soča.
Ob poti je še 16 informativnih točk označenih s tablami na katerih so opisane bodisi splošne značilnosti v parku (rastlinstvo, živalstvo, geografija) ali posamezna znamenitost ob Soški poti. Informacijske točke so naslednje:
- Izvir Soče, do katerega se v slabe pol ure povzpne po zahtevni, zavarovani poti od Koče pri izviru Soče. Izvir ima kraški značaj in se nahaja v jami, v kateri je manjše jezerce, iz katerega se voda zlije v strugo. Od tod dalje teče skozi sotesko v strmem padcu vse do sotočja z Limarico, po tem se umiri in spremeni v zanimivo gorsko reko. Vode, ki napajajo izvir, se zbirajo na območju Jalovca, Šit, Travnika in Mojstrovk, zato ima Soča značilen hudouren značaj in smaragdno zeleno barvo.
- Na drugi informacijski točki se pohodnik seznani z obliko površja zgornjega dela doline Trente, ki je zelo razgibano, ima strma pobočja, globoke doline v obliki črke U, torej ledeniškega nastanka. Dno doline in brežine so gozdnate, prevladuje smreka, precej je bukve, v višjih legah raste macesen, na prisojni strani pa gaber in jesen. Nekaj je tudi črnega bora.
- Na tretji informacijski točki je govora o značilnostih zgornjega toka reke, ki ima močan strmec. Reka je izdolbla globoko sotesko, struga je polna balvanov, pojavljajo se tudi slapiči, brzice in tolmuni.
- Obiskovalci se ustavijo pri spomeniku dr. Juliusu Kugyju, ljubitelju trentarskih gora, ki ga je izdelal Jakob Savinšek, PZS pa ga je postavila leta 1953.
- Naslednja točka predstavlja stransko dolino potoka Mlinarice, hudournega potoka, ki priteče izpod Razorja in je izdolbel en kilometer dolgo in sto metrov globoko sotesko, delno kot korita z 8 m visokim slapom na ustju.
- Sledi obisk alpskega botaničnega vrta Alpinum Juliana, do katerega je potrebno stopiti nekaj metrov s Soške poti. Botanični vrt je leta 1926 ustanovil Albert Bois de Chesne iz Trsta. Tukaj raste okrog 600 vrst rastlin. Od leta 1951 je vrt zavarovan kot naravni spomenik.

Na bližnji skali je spominska plošča, ki jo je leta 1957 PZS postavila v spomin znemenitim trentarskim gorskim vodnikom, ki so odkrivali gore in bili tudi prvopristopniki nanje. To so bili Jože in Andrej Komac, Anton Kravanja, Ivan Berginc, Anton Tožbar, oče in sin, pa tudi drugi vodniki in graditelji planinskih poti.
- V zaselku Pri Cerkvi se obiskovalec spozna s fužinarstvom, ki v Trenti sega v 16. stol. in se je ohranilo do 1778 leta. Zaselek je poimenovan po rudarski cerkvi Device Marije Lavretanske, ki je bila zgrajena 1690 leta. V začetku 20. stoletja je bila preurejena. Notranjost je leta 1945 poslikal Tone Kralj, v oltarni niši se je od baročne cerkve ohranil kip "črne matere božje".
- Na sedmi informacijski točki je opisano živalstvo v TNP. V visokogorju živijo gamsi in kozorogi, v dolini srnjad in jelenjad, občasno pa tja zaide tudi medved.
- V Logu v Trenti je ohranjena žaga venecijanka, sicer pa je bilo včasih v dolini več mlinov in žag.
- Na deveti točki je opisan panoramski pogled na Triglav in njegove sosede Pihavec in Kriške pode.

Sledi zaključek prve etape z ogledom Informacijskega središča TNP, v katerem so različne razstave, multivizija, video instalacije "Skrivnosti Soče - Časovno obzorje" o podvodnem svetu reke Soče in Trentarski muzej s predstavitvijo etnološke dediščine ter kulturnega in zgodovinskega izročila Trente.
V nadaljevanju se Soška pot v celoti preseli na orografsko levi breg Soče, v dolino Spodnje Trente.
- Najprej preči velik skalni podor pri Plajerju (nastal leta 1989), na nasprotni strani pa se vidi podor pod Berebico (nastal leta 1993). Podori so značilni za Zgornje Posočje in so predvsem posledica potresov.
- Na enajsti točki so opisane rastline in njihove združbe značilne za skalne razpoke. To je praviloma bolj vlažno okolje, v katerem uspevajo mahovi, lišaji in alge.
- Soška pot preči naselje Vrsnik in gre mimo kmetije Jelinčič. Za trentarske kmetije je značilna ovčereja, v manjši meri tudi kozjereja, saj je pašnih površin malo, pa še te so praviloma v visokogorju. Tukaj živi posebna pasma - bovška ovca, preko katere je znan tudi tamkajšnji ovčji sir. V bližini je še ena naravna znamenitost, to so Mala korita Soče. Dolga so 100 metrov, globoka do 6 metrov in mestoma ožja od 1 metra.
- V Soški dolini se je oblikoval poseben tip hiše. Trentarska hiša je nadstropna. V pritličju je hlev z gospodarskimi prostori, ima zunanje stopnišče in ganjk, v nadstropju je stanovanje, na podstrešje pa so spravljali seno. Gre za tipično stavbno dediščino, ki je v tej dolini (v vaseh Trenta, Soča, Lepena in zaselkih) še dobro ohranjena.
- Eno največjih znamenitosti predstavljajo Velika korita Soče pri Mišji vasi. Dolga so 750 m in globoka od 10 do 15 m. Ponekod so široka samo 2 m.
- Na petnajsti točki je predstavljena še ena posebnost Soče, to je endemična soška postrv. Njena značilnost je velika glava in marmornat vzorec na sivobeli podlagi. Zraste od 59–70 cm.
- Na zadnji informativni tabli lahko pohodnik prebere o Lokalni turistični organizaciji Bovec in njenih sprehajalnih poteh po Zgornjem Posočju. Te poti so praviloma tematske in povezujejo naravne, kulturne in zgodovinske znamenitosti območja. Tukaj so tudi zadnja Korita pri Kršovcu, tudi Zmuklica, dolga 150 m in na najožjem delu široka le 1,5 m. Tukaj je tudi zadnja brv, ki pohodnika popelje na cesto.

## Soška fronta
Na več lokacijah po dolini je mogoče videti lepo urejena vojaška pokopališča iz prve svetovne vojne. Posebej zanimivo je tisto v vasi Soča, ki leži za cerkvijo Sv. Jožefa. Ob ogradi so betonski križi, nad njimi pa v travi zloženi kamni v obliki velikega križa, za katerimi je na skali granata kot spomenik padlim.
Drugo pokopališče leži v vasi Trenta. Na njem so pokopani avstrijski vojaki iz prve svetovne vojne pa tudi ruski vojaki, vojnih ujetnikov, ki so gradili cesto na Vršič.